# Copernicio
El copernicio es un elemento químico de la tabla periódica cuyo símbolo es Cn y su número atómico 112. Su apariencia física no se conoce aún, pero podría calcularse, sabiendo que por ahora el isótopo conocido, de 285 de masa atómica, tiene una vida media de 0,24 ms.No debe confundirse con el cianuro, de fórmula CN.

## Nombre
A principios de 2009, la IUPAC (Unión Internacional de Química Pura y Aplicada) confirmó oficialmente el descubrimiento por el laboratorio GSI Helmholtzzentrum für Schwerionenforschung (Centro de investigación de Iones Pesados) en Darmstadt. En julio de 2009 el grupo del profesor Sigurd Hofmann propuso el nombre Copernicio y el símbolo Cp en honor del científico y astrónomo Nicolás Copérnico (1473-1543). Tras la propuesta pasan seis meses hasta que la IUPAC hace oficial el nombre, con el fin de dejar ese tiempo para que la comunidad científica discuta el nombre sugerido, antes de otorgar el nombre oficial. No obstante, se cambió el posible símbolo Cp, por Cn, ya que el símbolo estaba antiguamente asociado al cassiopium (cuyo nombre oficial es lutecio [Lu]); y, además, en química orgánica ya existe el símbolo Cp, que indica el ciclopentadieno. Por tanto, el 19 de febrero de 2010 la IUPAC expuso oficialmente la denominación y el símbolo del elemento 112.

## Historia
Científicos alemanes han conseguido que finalmente se incluya el elemento número 112 en la tabla periódica. Se trata de un elemento químico superpesado que, en ese entonces, a falta de un nombre (tienen el privilegio de elegirlo), se llamaba unumbio, que en latín significa «uno uno dos». Este elemento, que en realidad fue descubierto en 1996, ve así confirmada su existencia, aunque solo han conseguido producir cuatro átomos de él.
Este elemento es 277 veces más pesado que el hidrógeno y tiene el récord de ser uno de los más pesados de la tabla periódica. Este mismo equipo lleva desde 1981 produciendo nuevos elementos, ya lo hizo con los numerados entre 107 y 111.
El último elemento natural de la tabla periódica fue descubierto en 1925; desde entonces todos los demás han sido, como el 112, creados en laboratorio.

## Propiedades predichas
Se han medido muy pocas propiedades del copernicio o sus compuestos; esto se debe a su producción extremadamente limitada y costosa y el hecho de que el copernicio (y sus padres) decaen muy rápidamente. Se han medido algunas propiedades químicas singulares, así como el punto de ebullición, pero las propiedades del metal copernicio siguen siendo generalmente desconocidas y, en su mayor parte, solo se dispone de predicciones.

### Químicas
El copernicio es el décimo y último miembro de la serie 6d y es el elemento del grupo 12 más pesado en la tabla periódica, debajo del zinc, cadmio y mercurio. Se predice que difiere significativamente de los elementos más ligeros del grupo 12. Se espera que la valencia s-subcapas de los elementos del grupo 12 y los elementos del período 7 se contraiga relativistamente más fuertemente en el copernicio. Esto y la configuración de capa cerrada del copernicio hacen que probablemente sea un metal noble. Se prevé un potencial estándar de reducción de +2,1 V para el par Cn2+/Cn. La primera energía de ionización prevista de Copernicium de 1155 kJ/mol casi coincide con la del gas noble xenón a 1170,4 kJ/mol. Los enlaces metálicos del copernicio también deberían ser muy débiles, posiblemente haciéndolo extremadamente volátil como los gases nobles, y potencialmente haciéndolo gaseoso a temperatura ambiente. Sin embargo, debería poder formar enlaces metal-metal con cobre, paladio, platino, plata y  oro; se prevé que estos enlaces sean solo entre 15 y 20 kJ/mol más débiles que los enlaces análogos con el mercurio. En oposición a la sugerencia anterior, cálculos ab initio con un alto nivel de precisión predijeron que la química del copernicio monovalente se parece más a la del mercurio que a la de los gases nobles. El último resultado puede explicarse por la enorme interacción espín-órbita que reduce significativamente la energía del estado vacante 7p1/2 del copernicio.
Una vez que se ioniza el copernicio, su química puede presentar varias diferencias con las del zinc, el cadmio y el mercurio. Debido a la estabilización de los orbitales electrónicos 7s y la desestabilización de los 6d causada por efectos relativistas, es probable que Cn2+ tenga una configuración electrónica  [Rn]5f146d87s2, utilizando los orbitales 6d antes que el 7s, a diferencia de sus homólogos. El hecho de que los electrones 6d participen más fácilmente en el enlace químico significa que una vez que se ioniza el copernicio, puede comportarse más como un metal de transición que sus homólogoa más ligeros, especialmente en el posible estado de oxidación +4. En soluciones acuosas, el copernicio puede formar los estados de oxidación +2 y quizás +4. El ion diatómico Hg2+
2, que presenta mercurio en el estado de oxidación +1 es bien conocido, pero se predice que el ion Cn2+
2 es inestable o incluso inexistente. El fluoruro de Copernicio(II), CnF2, debería ser más inestable que el compuesto análogo de mercurio, fluoruro de mercurio(II) (HgF2), e incluso puede descomponerse espontáneamente en su elementos constituyentes. Como el elemento reactivo más electronegativo, el flúor puede ser el único elemento capaz de oxidar el copernicio aún más a los estados de oxidación +4 e incluso +6 en CnF4 y CnF6; este último puede requerir condiciones de aislamiento de matriz para ser detectado, como en la detección disputada de HgF4. CnF4 debería ser más estable que CnF2.  En disolventes polares, se prevé que el copernicio forme preferentemente los aniones CnF−
5 y CnF−
3 en lugar de que los fluoruros neutros análogos (CnF4 y CnF2, respectivamente), aunque los iones de bromuro o yoduro análogos pueden ser más estables frente a la hidrólisis en solución acuosa. Los aniones CnCl2−
4 y CnBr2−
4 también deberían poder existir en solución acuosa. La formación de termodinámicamente Los fluoruros estables de copernicio (II) y (IV) serían análogos a la química del xenón. Análogo al cianuro de mercurio (II) (Hg(CN)2), se espera que el copernicio forme un cianuro estable, Cn(CN)2.

### Físicas y atómicas
El copernicio debe ser un metal denso, con una densidad de 14,0 g/cm3 en estado líquido a 300 K; esto es similar a la densidad conocida del mercurio, que es 13,534 g/cm3. (El copernicio sólido a la misma temperatura debería tener una densidad mayor de 14,7 g/cm3). Esto se debe a que los efectos del mayor peso atómico del copernicio se cancelan por sus distancias interatómicas más grandes en comparación con el mercurio. . Algunos cálculos predijeron que el copernicio era un gas a temperatura ambiente debido a su configuración electrónica de capa cerrada, lo que lo convertiría en el primer metal gaseoso de la tabla periódica. Un cálculo de 2019 concuerda con estas predicciones sobre el papel de los efectos relativistas, lo que sugiere que el copernicio será un líquido volátil unido por fuerzas de dispersión en condiciones estándar. Su punto de fusión se estima en 283±11 y su punto de ebullición en 340±10 K, este último de acuerdo con el valor experimentalmente estimado de 357 +112 -108 K. Se espera que el radio atómico del copernicio sea de alrededor de 147 pm. Debido a la estabilización relativista del orbital 7s y la desestabilización del orbital 6d, se prevé que los iones Cn+ y Cn2+ cedan electrones 6d en lugar de electrones 7s, que es lo opuesto al comportamiento de sus homólogos más ligeros.
Además de la contracción relativista y la unión del subesqueleto 7s, se espera que el orbital 6d5/2 se desestabilice debido al acoplamiento espín-órbita, haciendo que se comporte de forma similar al orbital 7s en términos de tamaño, forma y energía. Las predicciones de la estructura de banda esperada del copernicio son variadas. Los cálculos realizados en 2007 esperaban que el copernicio fuera un semiconductor con un band gap de alrededor de 0,2 eV, cristalizando en la estructura cristalina hexagonal close-packed estructura cristalina. Sin embargo, los cálculos realizados en 2017 y 2018 sugirieron que el copernicio debería ser un metal noble en condiciones estándar con una estructura cristalina cúbica centrada en el cuerpo: por lo tanto, no debería tener brecha de banda, como el mercurio, aunque se espera que la densidad de estados en el nivel de Fermi sea menor para el copernicio que para el mercurio. Los cálculos de 2019 sugirieron entonces que, de hecho, el copernicio tiene una gran brecha de banda de 6,4 ± 0 2 eV, que debería ser similar a la del gas noble radón (predicha como 7,1 eV) y lo convertiría en un aislante; según estos cálculos, el copernicio a granel está unido principalmente por fuerza de dispersión, como los gases nobles. Al igual que el mercurio, el radón y el flerovio, pero no el oganesson (eka-radón), se calcula que el copernicio no tiene afinidad electrónica.